# Liste des interstates au Rhode Island
Les Interstates au Rhode Island font partie du réseau des autoroutes inter-états et sont entretenues par le Rhode Island Department of Transportation (RIDOT). L'État ne compte qu'une autoroute principale et deux auxiliaires.

## Autoroutes principales
| Numéro | Longueur (mi) | Longueur (km) | Terminus sud / ouest                           | Terminus nord / est                              | Créée | Notes |
| ------ | ------------- | ------------- | ---------------------------------------------- | ------------------------------------------------ | ----- | ----- |
| I-95   | 43,30         | 69,70         | I-95 à la frontière du Connecticut à Hopkinton | I-95 à la frontière du Massachusetts à Pawtucket | 1968  |       |
|        |               |               |                                                |                                                  |       |       |

## Autoroutes auxiliaires
| Numéro | Longueur (mi) | Longueur (km) | Terminus sud / ouest     | Terminus nord / est                                     | Créée | Notes |
| ------ | ------------- | ------------- | ------------------------ | ------------------------------------------------------- | ----- | ----- |
| I-195  | 3,82          | 6,15          | I-95 / US 6 à Providence | I-195 à la frontière du Massachusetts à East Providence | 1952  |       |
| I-295  | 22,80         | 36,70         | I-95 à Warwick           | I-295 à la frontière du Massachusetts à Cumberland      | 1968  |       |
|        |               |               |                          |                                                         |       |       |